# Klejwy (gromada)
Klejwy – dawna gromada, czyli najmniejsza jednostka podziału terytorialnego Polskiej Rzeczypospolitej Ludowej w latach 1954–1972.
Gromady, z gromadzkimi radami narodowymi (GRN) jako organami władzy najniższego stopnia na wsi, funkcjonowały od reformy reorganizującej administrację wiejską przeprowadzonej jesienią 1954 do momentu ich zniesienia z dniem 1 stycznia 1973, tym samym wypierając organizację gminną w latach 1954–1972.
Gromadę Klejwy z siedzibą GRN w Klejwach utworzono – jako jedną z 8759 gromad – w powiecie suwalskim w woj. białostockim, na mocy uchwały nr 23/V WRN w Białymstoku z dnia 4 października 1954. W skład jednostki weszły obszary dotychczasowych gromad Klejwy, Gawieniańce, Gryszkańce, Łumbie, Michnowce, Romanowce i Kiełczany ze zniesionej gminy Krasnopol w tymże powiecie. Dla gromady ustalono 11 członków gromadzkiej rady narodowej.
1 stycznia 1956 roku gromadę włączono do reaktywowanego powiatu sejneńskiego.
1 stycznia 1969 gromadę Klejwy zniesiono, włączając jej obszar do nowo utworzonej gromady Sejny, oprócz wsi Kielczany włączonej do gromady Jodeliszki i wsi Romanowce włączonej do gromady Smolany.